# Țareveț, Dobrici
Țareveț (în bulgară Царевец, în română Caralez) este un sat în comuna Dobricika, regiunea Dobrici, Dobrogea de Sud, Bulgaria. 
Între anii 1913-1940 a făcut parte din plasa Ezibei a județului Caliacra, România.

## Demografie
Componența etnică a satului Țareveț
     Bulgari (48,96%)
     Turci (4,12%)
     Romi (45,61%)
     Nicio identificare (1,28%)
La recensământul din 2011, populația satului Țareveț era de 388 locuitori. Nu există o etnie majoritară, locuitorii fiind bulgari (48,96%), romi (45,61%) și turci (4,12%). Pentru 1,28% din locuitori nu este cunoscută apartenența etnică.